# Carmen Ávila
Carmen Ávila (Saltillo, Coahuila; 3 de marzo de 1981) es una poeta y narradora mexicana.

## Trayectoria
Es licenciada en Comercio Internacional y Maestra en Administración Pública y Políticas Públicas por el Tecnológico de Monterrey, con estudios en la Universidad de Harvard y la Universidad Carlos IV de Praga. Es doctora en Política Pública por el Instituto Tecnológico y de Estudios Superiores de Monterrey. El Instituto Nacional de Bellas Artes la consideró entre las poetas representativas de su estado natal. Ha publicado nueve libros y ha ganado diversos premios a nivel nacional. 

## Obra
- Mercedes del 63 y otros cuentos (2006)[7]
- La máquina de vivir (2008)[8]
- Praga como un cuerpo (2009)[9]
- Postales del exilio (2013)[10]
- Terrible extrañeza (2013)
- El virus de Munch ( 2017)
- Ciudades Visibles ( 2017)
- Gobelino medieval (2019)[11]
- Osos en el cielo (2025)[12]

## Premios y reconocimientos
- Premio Nacional de Poesía Enriqueta Ochoa (2010) por Postales del exilio
- Premio Nacional de Cuento de Rafael Ramírez (2013) por El barco de los insomnes
- Premio Dolores Castro (2017) por El virus de Munch y Ciudades invisibles
- Premio Nacional de Juegos Florales Ramón López Velarde (2019) por Gobelino medieval
- Beca Jóvenes Creadores del Fondo Estatal para la Cultura y las Artes de Coahuila en Poesía 2005 y 2012
- Beca del Fondo Nacional para la Cultura y las Artes Jóvenes Creadores en el área de ensayo en 2006.[13]